# Cerkiew Opieki Bogurodzicy w Ondavce
Cerkiew Opieki Bogurodzicy w Ondavce – nieistniejąca drewniana greckokatolicka cerkiew filialna zbudowana w XVIII w. w Ondavce,  spalona w 1949.
Wzniesiona w XVIII w. Gruntownie przekształcona w 1881; między innymi w miejsce kopuł namiotowych, łamanych uskokowo, wstawiono dachy kalenicowe, dwuspadowe. Była to budowla drewniana konstrukcji zrębowej, trójdzielna, ze słupowo-ramową wieżą od zachodu, obejmującą babiniec. Wieża o pochyłych ścianach, z pozorną latarnią. Wokół wieży zachata. Przed 1881 bogato dekorowana zewnątrz.